# Mourão (Vila Flor)
Mourão ist eine Gemeinde (Freguesia) im portugiesischen Kreis Vila Flor. In ihr leben 104 Einwohner (Stand 30. Juni 2011).
Am 29. September 2013 wurden die Gemeinden Valtorno und Mourão zur neuen Gemeinde União das Freguesias de Valtorno e Mourão zusammengeschlossen. Valtorno ist Sitz dieser neu gebildeten Gemeinde.